# Anti-Atlas
L'Anti-Atlas (en berbère : ⴰⵟⵍⴰⵙ ⴰⵎⵥⵢⴰⵏ, Aṭlas Ameẓyan ou ⴰⵟⵍⴰⵙ ⵎⵥⵉⵢⵏ, Aṭlas Mẓiyn; en arabe : الأطلس الصغير, al-Atlas as-Saghir) est une chaîne de montagnes au sud-ouest du Maroc, orientée sud-ouest et nord-est sur près de 800 km, située entre le Haut Atlas central et du Souss au Tafilalet. Cette chaîne appartient au massif de l'Atlas, et plus précisément, à l'un des trois éléments de l'Atlas marocain — les deux autres étant le Haut Atlas et le Moyen Atlas.

## Toponymie
« Anti-Atlas » ne désigne aujourd'hui que l'Anti-Atlas marocain mais il fut aussi synonyme d'Atlas saharien en Algérie-Tunisie.
L'Anti-Atlas marocain fut parfois nommé Petit Atlas,.
Sur les cartes modernes, en plus de al-Atlas as-Saghir (« Petit Atlas »), on trouve parfois les noms arabes suivants :
- Jebel el Atlas el Dâkhlîâ[4] ;
- Atlas el Khlfî[5] (Khalfî : « arrière, postérieur », de Khlf : « remplacer, succéder »).

## Géographie

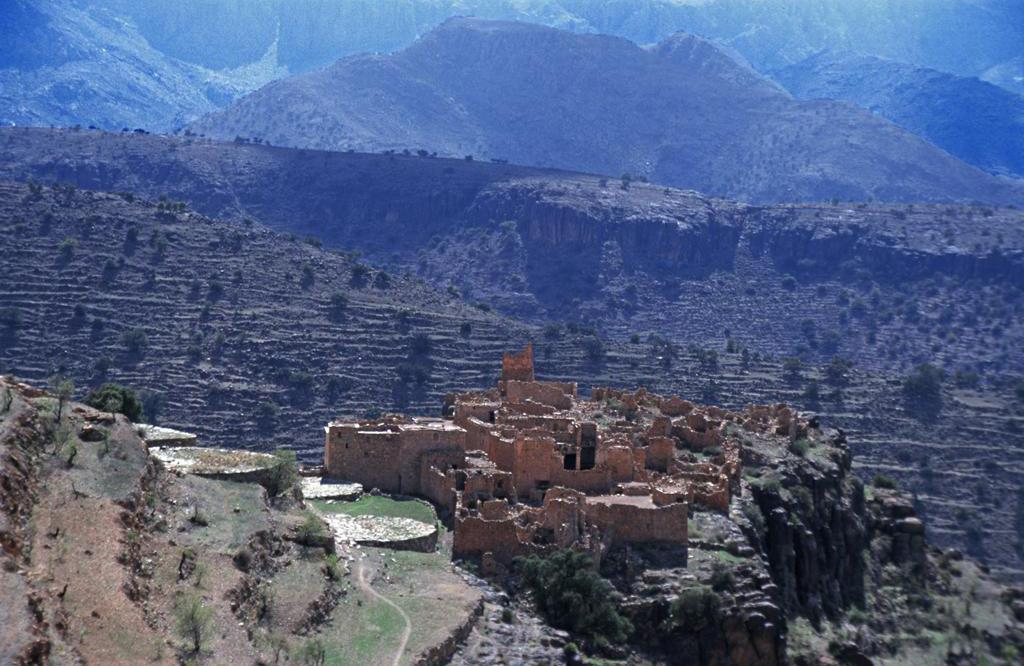
L'Anti-Atlas.

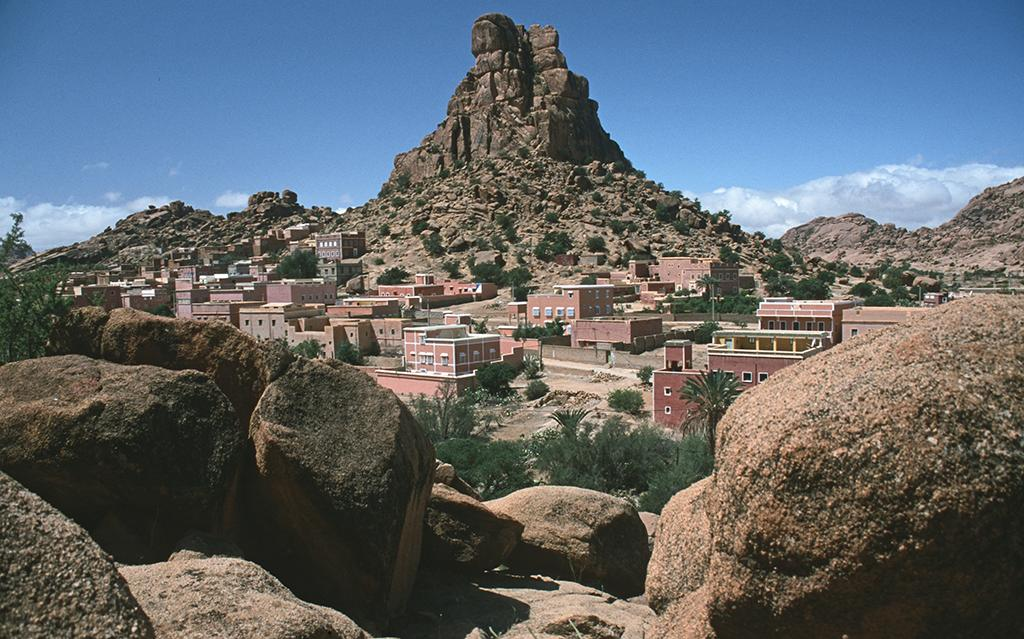
L'Anti-Atlas près de Tafraout.

L'Anti-Atlas est fragmenté en plusieurs massifs : à l'ouest l'Anti-Atlas de Tafraout, à l'est l'ancien volcan du djebel Sirwa (ou Siroua) culminant à 3 305 m et encore plus à l'est le djebel Saghro (djebel Sagho) au-delà de l'oued Drâa.
Les principaux sommets sont les suivants, avec leur altitude :
- Djebel Sirwa, 3 305 mètres ;
- Djebel Saghro, 2 712 mètres ;
- Djebel Aklim, 2 531 mètres ;
- Djebel Lekst, 2 357 mètres.

## Géologie
L'Anti-Atlas est une chaîne de montagnes, formée il y a environ 300 millions d'années lors de l'orogenèse alléghanienne, qui vit la naissance du super-continent de la Pangée, par collision de la plaque africaine avec la plaque Laurussia.
C'est un vaste anticlinal de roches précambriennes et paléozoïques exhumées au cours de la compression cénozoïque associée à la convergence alpine. Les reliefs sont incisés de gorges imposantes, et la chaîne est séparée en deux par la suture de l'oued Drâa, la zone de faille AAMF (Anti-Atlas Major Front). Le premier sommet culmine à Imgout (2 530 m) et le second à l'Amalou-n-Mansour (2 712 m).
La géologie y est très hétérogène : le Précambrien est dominé par des basaltes, des granites et des métasédiments, recouverts sur les flancs de l'anticlinal par des séries sédimentaires paléozoïques. C'est la chaîne de montagne la plus aride du Maroc, l’eau coule à quelques rares endroits, formant de précieuses vasques d’eau claire.

## Ressources en eau
Une grande partie des eaux souterraines de l'Anti-Atlas est utilisée à la périphérie des plaines du Souss et de Tiznit. De longue date, la population exploite la majorité de ces sources en utilisant la technique de captage appelée khettara (ou qanat en Iran, foggara en Algérie) : drains souterrains de captage des eaux par gravité.

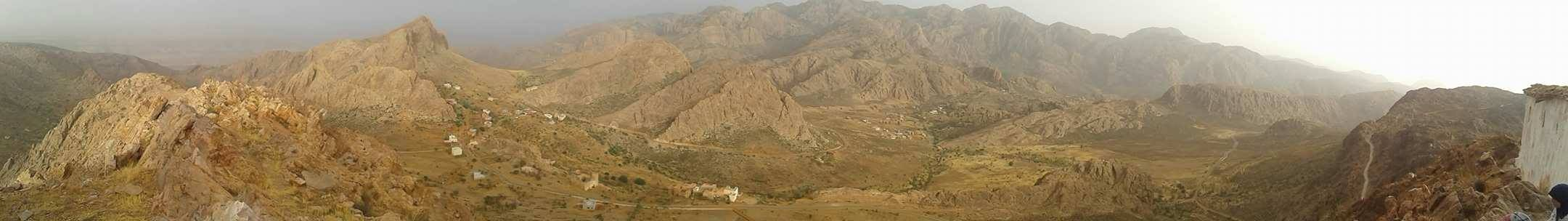
Vu de l'Anti-Atlas et de Taltemsen.

Les précipitations sont généralement limitées. Une sécheresse est même constatée depuis le milieu des années 2010. Mais les pluies peuvent être erratiques. En septembre 2024, des pluies importantes se sont ainsi abattues sur cette région, alimentant brusquement des lits de rivière, les oueds, dans la région, et provoquant des dégâts dans des constructions trop proches de ces oueds ainsi que des décès.